# مقتل أداما تراوري
أداما تراوري (19 يوليو 1992 – 19 يوليو 2016) هو مواطن فرنسي مسلم ذو أصل مالي، توفي في الحجز بعد أن ضبطته الشرطة وألقت القبض عليه. أثار موته احتجاجات ضد وحشية الشرطة في فرنسا.

## مقتله
في 19 يوليو 2016، كان أداما تراوري خارجًا مع شقيقه الأكبر باجوي في ضاحية بومونت سور واز في باريس. اقتربت الشرطة من الاثنين، بحثا عن باجوي فيما يتعلق بقضية أخرى. لم يكن أداما يحمل معه بطاقة هوية، فهرب. قبض عليه ثلاثة ضباط من الدرك الوطني وسيطروا بإلقاء أجسامهم عليه. توفي تراوري بعد ذلك بوقت قصير، حيث ذكر التقرير الرسمي قصور القلب سببًا للوفاة. وقد أدرج تشريح الجثة الثاني الاختناق باعتباره سبب الوفاة. وبرأ تحقيق لاحق الضباط. يجادل النشطاء بأن وفاته كانت نتيجة مباشرة لاستخدام الشرطة للقوة المفرطة.

## استذكار الحدث
أثار موته احتجاجات كبيرة في باريس وليون وتولوز تحت شعار العدالة من أجل أداما (بالفرنسية: Justice pour Adama)‏. وقد أخذت الاحتجاجات منحى احتجاجات حركة حياة السود مهمة (بالإنجليزية: Black Lives Matter)‏ في الولايات المتحدة، وركزت كذلك على المعدلات غير المتناسبة من عنف الشرطة التي يتعرض لها السود والعرب الفرنسيين.
ردا على الاحتجاجات التي اندلعت في الولايات المتحدة وأماكن أخرى بعد مقتل جورج فلويد ابتداء من أواخر مايو 2020، نظم متظاهرون فرنسيون مظاهرات في باريس ومرسيليا وليون وليل تكريمًا لكل من فلويد وتراوري. أصبحت أخت تراوري الكبرى آسا تراوري، ناشطةً مُناهضة للعُنصرية نتيجةً لوفاته.

## المعرض
- فيديو لمظاهرات تعود لعام 2017.

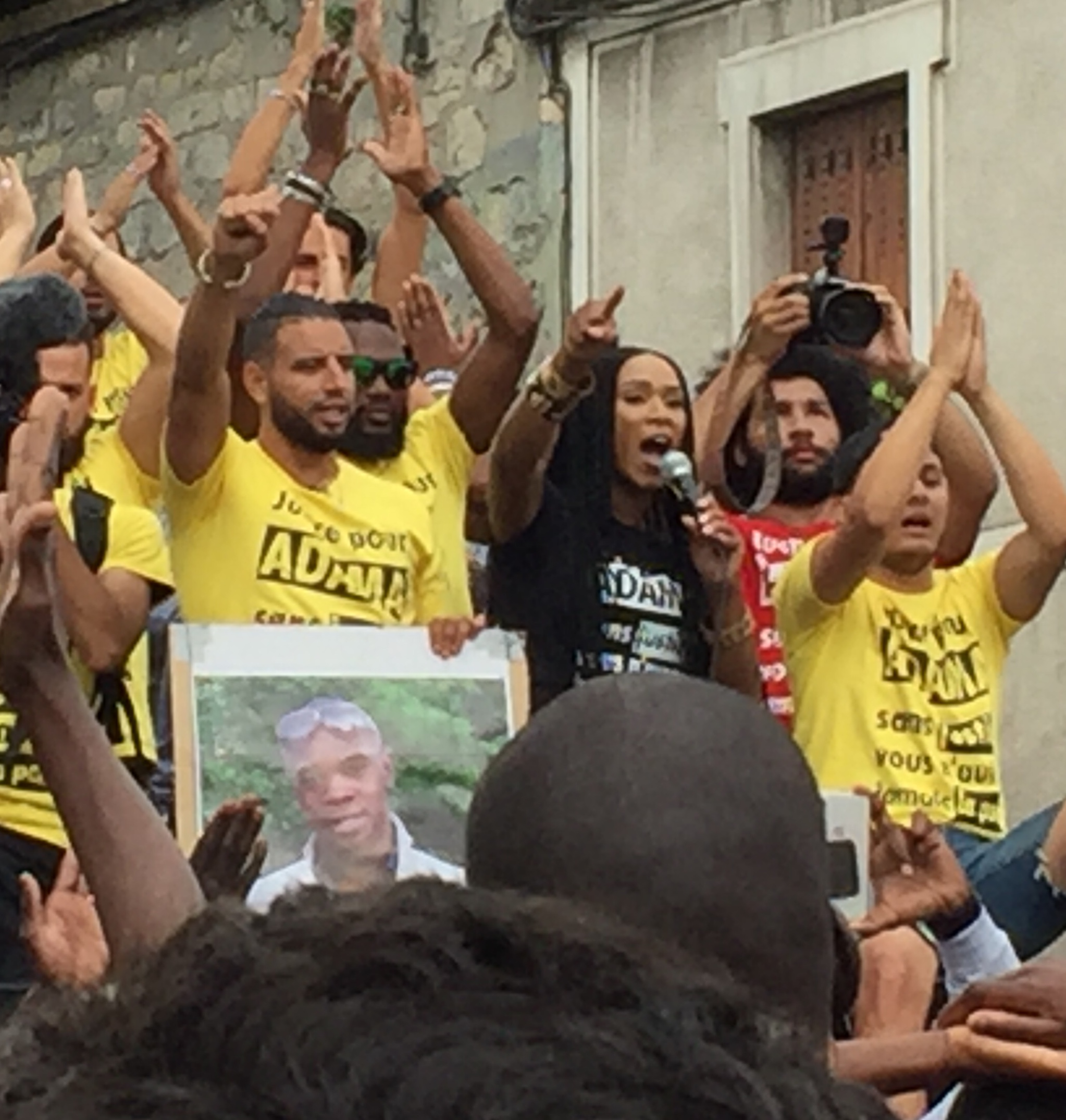
فيديو لمظاهرات تعود لعام 2018، وأحد المتظاهرين يحمل صورته
- خطاب آسا تراوري في مظاهرات عام 2018.
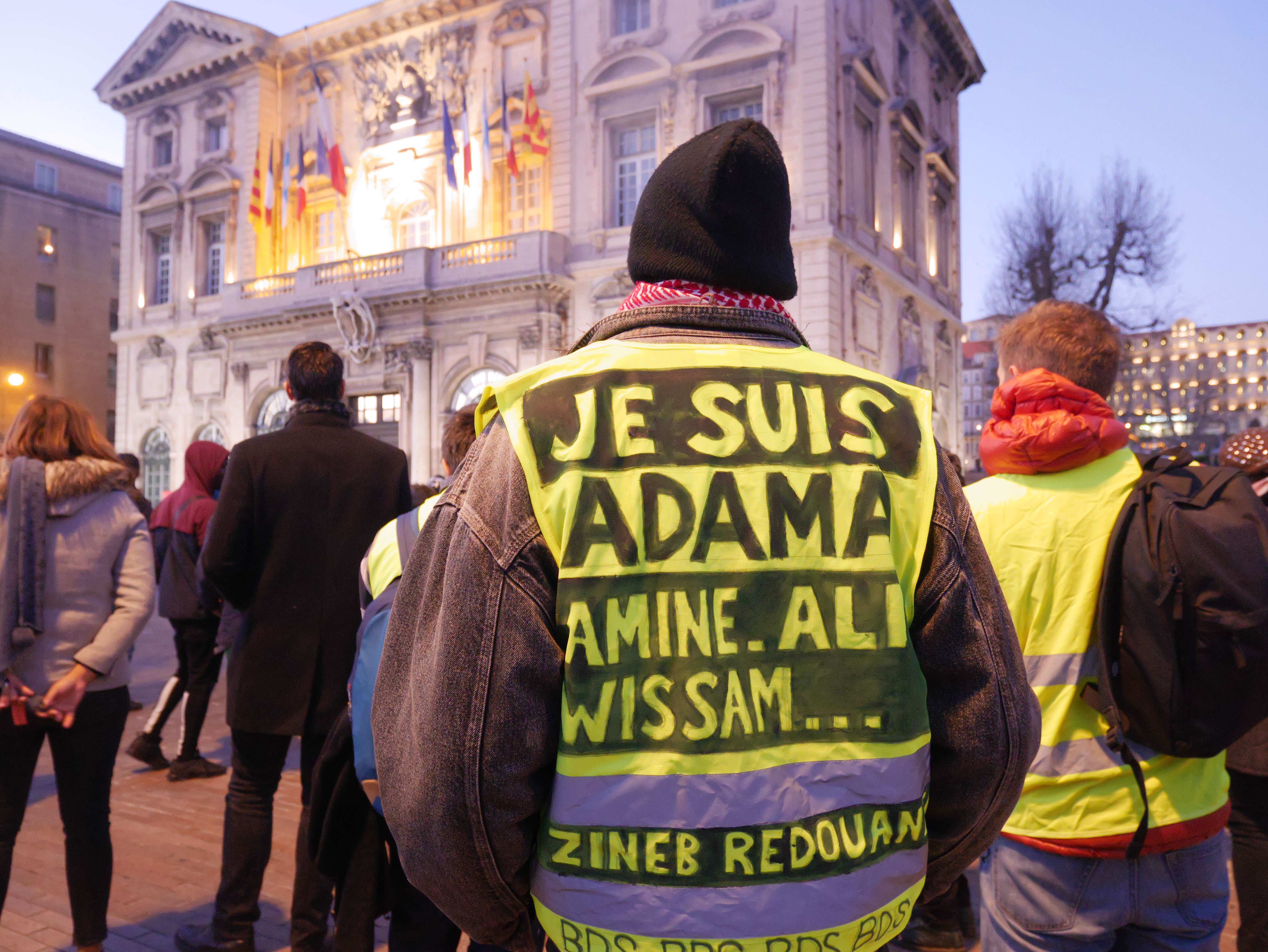
دعم حركة السترات الصفراء في مرسيليا في عام 2019.
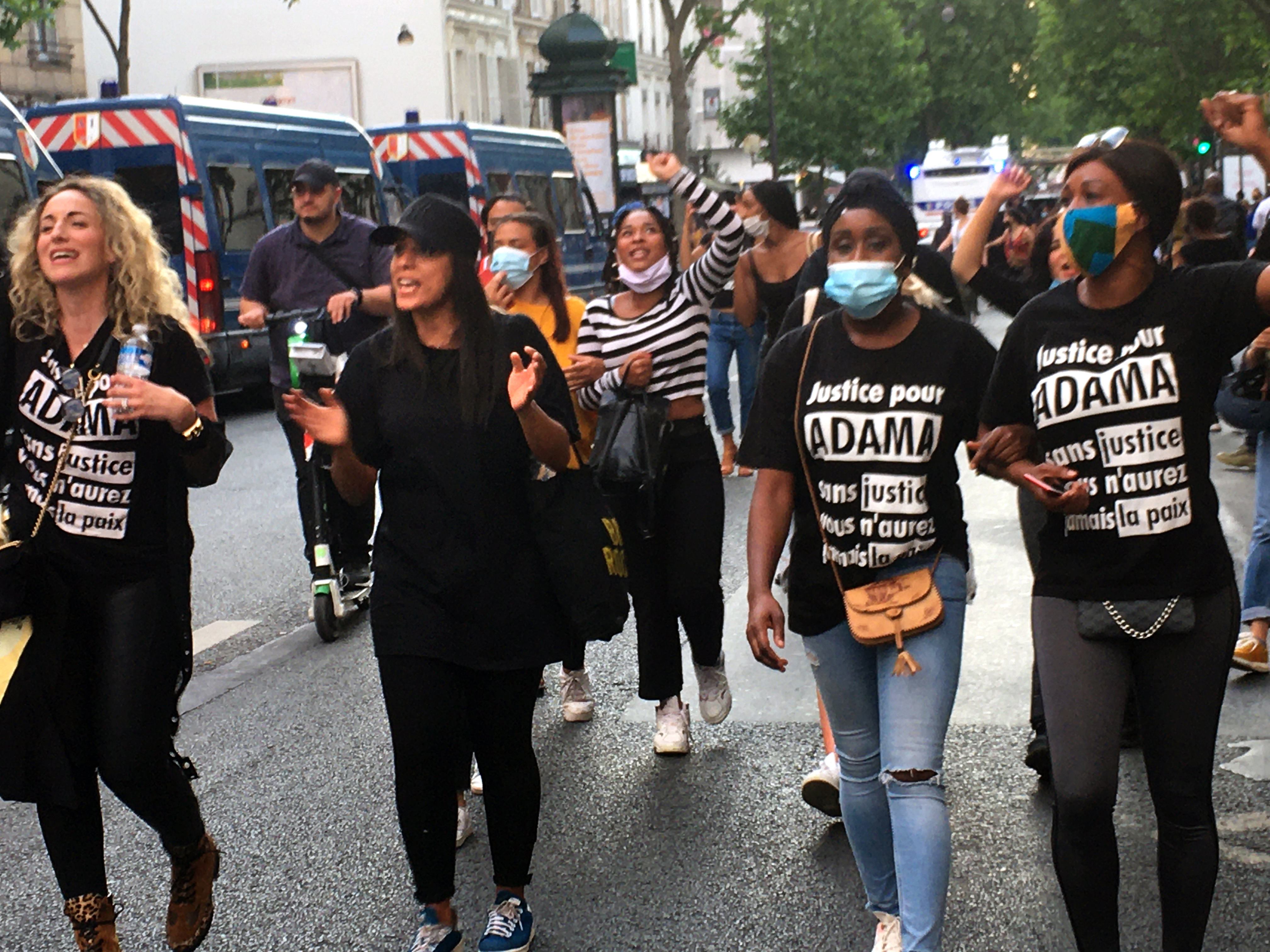
مظاهرة 2 يونيو 2020 في باريس.